# Тостада
Тостада (исп. tostada, «поджаренный») — название различных блюд в Мексике и в других частях Латинской Америки, для которых в качестве основы используют обжаренные тортильи. Аналог английского «тоста». Название обычно относится к плоской или чашеобразной лепёшке, которую жарят во фритюре или поджаривают, но также может относиться к любому блюду, использующему тостаду в качестве основы. Её можно употреблять отдельно или использовать в качестве основы для других продуктов. Для тостад обычно используются кукурузные лепёшки, хотя также встречаются тостады из пшеницы или других ингредиентов.

## Приготовление

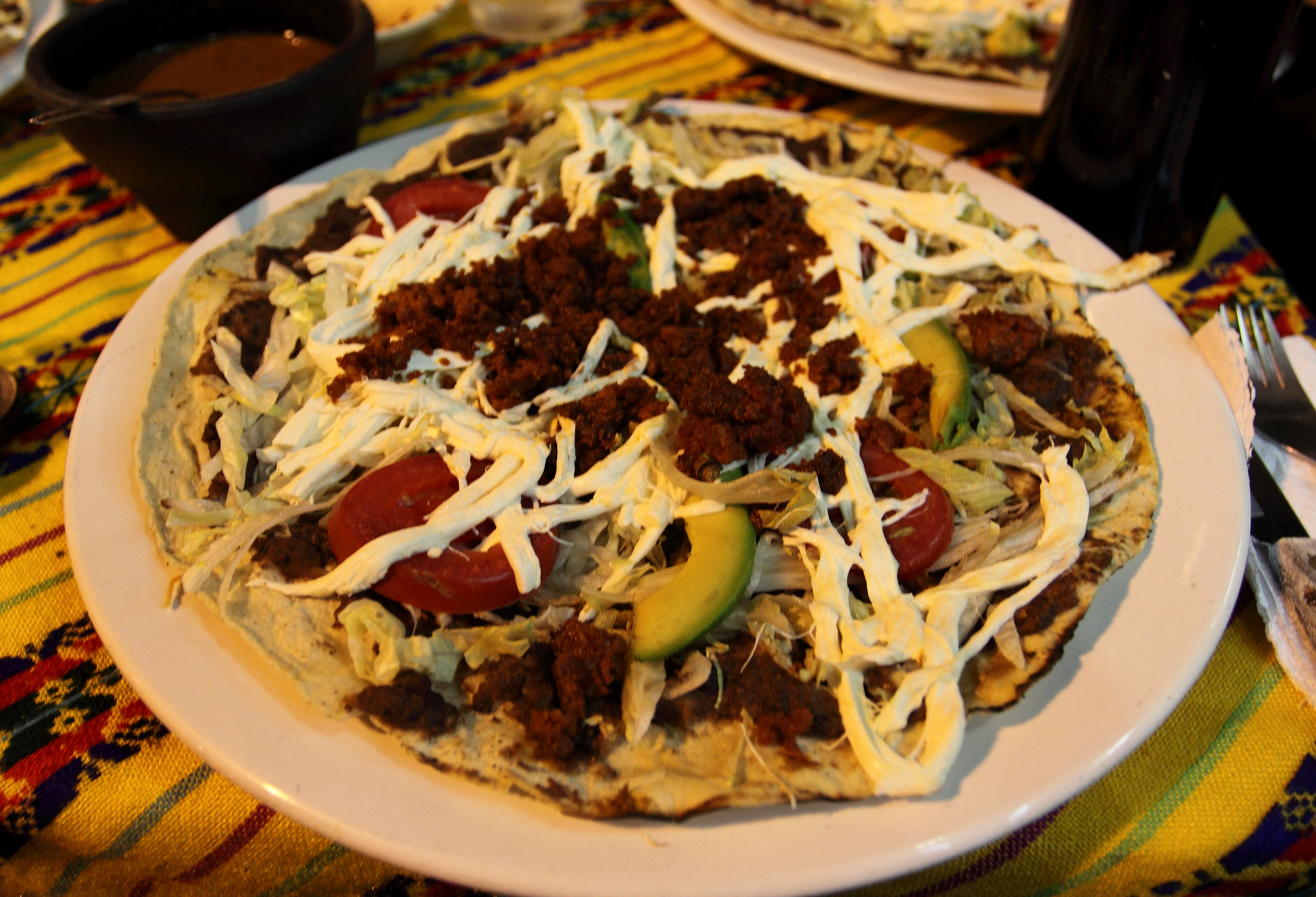
Тостада из штата Оахака: оахаканская тлаюда

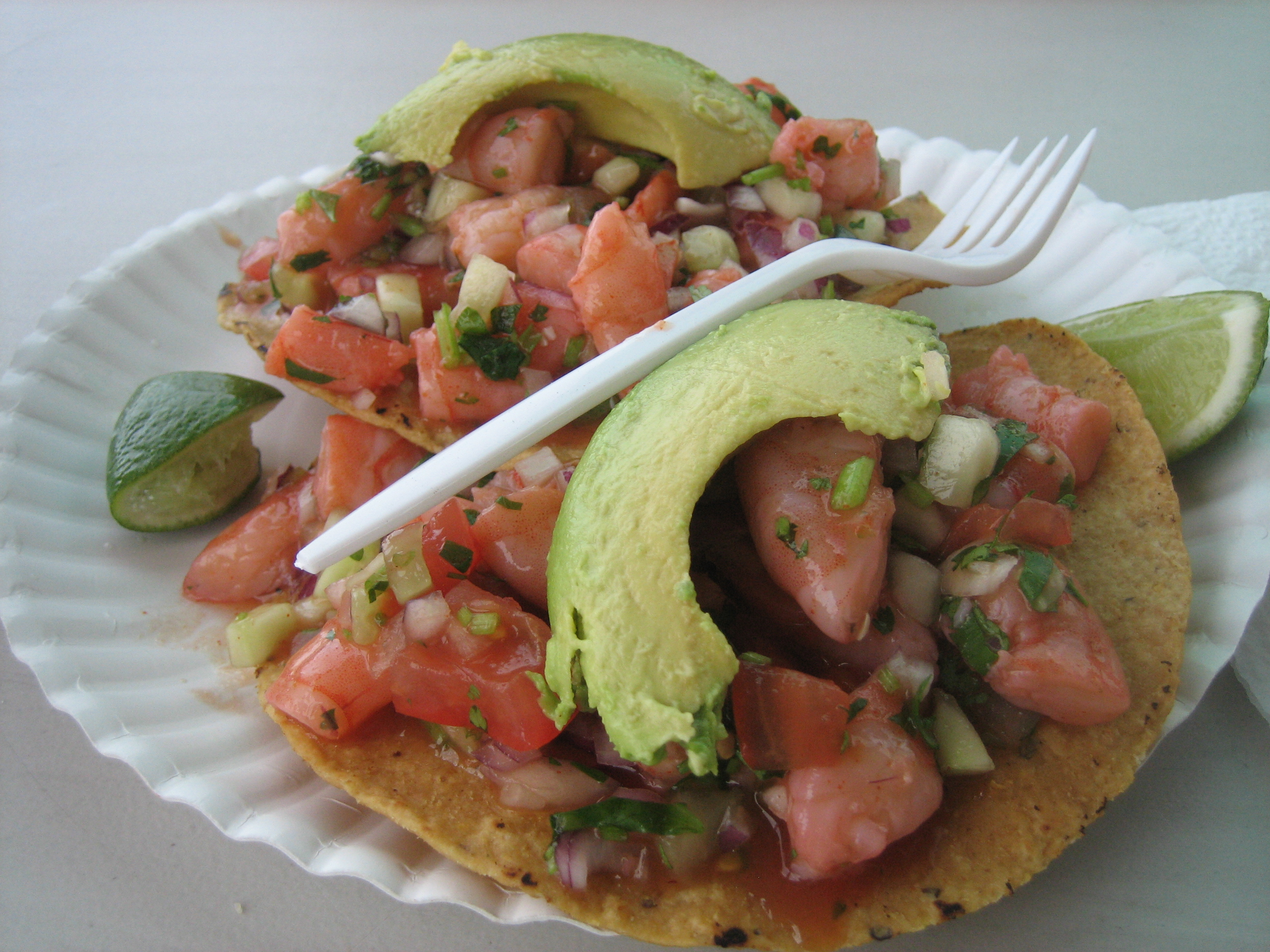
Тостада с креветками, поданная в закусочной на колёсах в Окленде, Калифорния, США

Точно так же, как несвежий хлеб можно сделать вкусным в виде тостов, чёрствую лепёшку можно превратить в тостаду, обжарив её в кипящем масле, пока она не станет золотистой, твёрдой и хрустящей. Коммерческие тостады по вкусу и консистенции похожи на чипсы из тортильи.
Тостадас — это самостоятельное блюдо в Мексике и на юго-западе Америки, его также подают в качестве блюда-компаньона к различным мексиканским блюдам, в основном морепродуктам и тушеным блюдам, таким как менудо (menudo), биррия (birria) и позоле. Начинка для тостад в основном такая же, как и для тако: базовый слой из фасоли, сыра, сметаны, нарезанного салата, нарезанного лука и соуса, который затем покрывается нарезанным жареным мясом, обычно курицей или свининой, но также и говядиной. Тостады также популярны с морепродуктами, такими как тунец, креветки, крабы, нарезанные осьминоги и севиче. Вегетарианские тостады хотя и не так распространены, но также встречаются. Из-за хрупкости тостад, их основная начинка (обычно фасоль или сливки) должна быть достаточно пастообразной, чтобы оставаться на ней; это предотвратит осыпание других начинок или гарниров во время еды. Штат Оахака известен своими большими tlayuda tostada, размером с пиццу, иногда с жареными чапулинес (разновидность кузнечика).
Тостадас может быть закуской («botana»), разрезанной на маленькие треугольники, чтобы получились чипсы из тортильи, которые можно окунуть в соус сальса, гуакамоле, фасоль, сливки, сливочный сыр, или подавать с чили кон кесо. Эта версия тостады возникла от традиционной лепёшки totopos de maiz в кухне американского штата Нью-Мексико и техасско — мексиканской кухне. Коммерческие чипсы из тортильи, иногда известные как начос, также обычно продаются в магазинах и супермаркетах. В Центральной Америке тостаду часто готовят из чёрной фасоли, петрушки, говяжьего фарша и квашеной капусты «куртидо» (curtido).